# 금물산
금물산(今勿山)은 대한민국 강원특별자치도 횡성군 서원면과 경기도 양평군 청운면에 걸쳐 있는 높이 780m의 한국의 화강암 산이다. 중생대 쥐라기 대보 화강암으로 구성된다. 

## 같이 보기
- 한국의 산
- 횡성군의 지질
- 한국의 화강암